# Andrea Malchiodi
Andrea Malchiodi (* 30. September 1972 in Piacenza) ist ein italienischer Mathematiker.
Malchiodi machte 1996 seinen Bachelor-Abschluss in Physik an der Universität Mailand (On the stability of spheres with respect to the variation of mean curvature) und wurde 2000 an der Scuola Internazionale Superiore di Studi Avanzati (SISSA) in Triest bei Antonio Ambrosetti promoviert (Existence and multiplicity results for some problems in Riemannian Geometry). Als Post-Doktorand war er als Fulbright Fellow an der Rutgers University und 2001 bis 2003 am Institute for Advanced Study. 2003 lehrte er an der Universität Salerno und war Gastwissenschaftler an der ETH Zürich. 2004 wurde er Assistenzprofessor und 2006 Professor am SISSA. Ab 2013 war er Professor an der University of Warwick.
Er war unter anderem Gastprofessor in Stanford und Princeton.
Er befasst sich mit Nichtlinearer Analysis, Variationsrechnung, Partiellen Differentialgleichungen und Differentialgeometrie.
2006 erhielt er den Caccioppoli-Preis und 2005 den Carlo Miranda Preis. In der Laudatio für den Caccioppoli Preis wurden hervorgehoben:
- Arbeiten zum Yamabe-Problem und dem Problem vorgegebener Skalarkrümmung
- Probleme in der konformen Geometrie für Operatoren 4. Ordnung (Beweis der Existenz konformer Metriken konstanter Q-Krümmung auf kompakten vierdimensionalen Mannigfaltigkeiten)
- Konzentrationsphänomene für singuläre Störungsprobleme (Konzentration der Lösung auf Mengen positiver Dimension)
- Solitonen-Wellen für nichtlineare Schrödingeroperatoren und verwandte semiklassische Zustände

2014 war er eingeladener Sprecher auf dem Internationalen Mathematikerkongress in Seoul (Liouville equations from a variational point of view). 
Seit 2007 ist er Herausgeber von Calculus of Variations and Partial Differential Equations.

## Schriften
- mit Antonio Ambrosetti: Perturbation Methods and Semilinear Elliptic Problems on {\displaystyle R^{n}} (= Progress in Mathematics. 240). Birkhäuser, Basel u. a. 2005, ISBN 3-7643-7321-0 (erhielt 2005 den Ferran-Sunyer-i-Balaguer-Preis).
- mit Antonio Ambrosetti: Nonlinear Analysis and Semilinear Elliptic Problems (= Cambridge Studies in Advanced Mathematics. 104). Cambridge University Press, Cambridge u. a. 2007, ISBN 978-0-52186320-9.
- mit Zindine Djadli: Existence of conformal metrics with constant {\displaystyle Q}-curvature. In: Annals of Mathematics. Band 168, Nr. 3, 2008, S. 813–858, JSTOR:40345429.
- mit Michael Struwe: {\displaystyle Q}-curvature flow on {\displaystyle S^{4}}. In: Journal of Differential Geometry. Band 73, Nr. 1, 2006, 1–44, (online).
- Conformal metrics with constant {\displaystyle Q}-curvature. In: Proceedings of the 2007 Midwest Geometry Conference in Honor of Thomas P. Branson. (arxiv).
- mit David Ruiz: New Improved Moser–Trudinger Inequalities and Singular Liouville Equations on Compact Surfaces. In: Geometric and Functional Analysis. Band 21, 2011, S. 1196–1217, doi:10.1007/s00039-011-0134-7.
- mit David Ruiz: A Variational Analysis of the Toda System on Compact Surfaces. In: Communications on Pure and Applied Mathematics. Band 66, Nr. 3, 2013, 332–371, doi:10.1002/cpa.21433.